# Betåsen
Betåsen är en ort och en tidigare hållplats vid järnvägslinjen Forsmo–Hoting i Ådals-Lidens socken i Sollefteå kommun. Här ligger Lasele kraftstation i Ångermanälven.
1950 räknade SCB Betåsen som en egen tätort med en befolkning på 806 personer. Observera dock att definitionen av en tätort 1950 såg annorlunda ut mot hur den kom att se ut från 1960 och framåt. 292 av 373 som då hade ett förvärvsarbete, var sysselsatta inom vad som betecknades som "byggnadsverksamhet". 1960 räknade SCB en folkmängd på 276 och 1965 hade tätorten upplösts, då folkmängden minskat till under 200 personer.